# Gare de Saint-Paul-de-Varax
Gare de Saint-Paul-de-Varax – przystanek kolejowy w Saint-Paul-de-Varax, w departamencie Ain, w regionie Owernia-Rodan-Alpy, we Francji.
Został otwarty w 1866 r. przez Compagnie des chemins de fer de Paris à Lyon et à la Méditerranée (PLM). Dziś jest przystankiem kolejowym Société nationale des chemins de fer français (SNCF), obsługiwanym przez pociągi TER Rhône-Alpes.

## Położenie
Znajduje się na wysokości 268 m n.p.m., na km 51,674 linii Lyon – Bourg-en-Bresse, pomiędzy stacjami Marlieux - Châtillon i Servas - Lent.